# 小行星城
《小行星城》是一部2023年美國喜劇劇情片，由魏斯·安德森編劇和執導。主演陣容包括傑森·薛茲曼、史嘉蕾·喬韓森、湯姆·漢克、傑佛瑞·懷特、蒂妲·史雲頓、布萊恩·克蘭斯頓、爱德华·诺顿、安德林·布洛迪、李佛·薛伯、霍普·戴維斯、史帝夫·朴、魯伯特·佛列德、玛雅·霍克、史提夫·加維、麥特·狄倫、周洪、威廉·達佛、瑪格·羅比、東尼·雷佛羅里、傑克·雷恩（Jake Ryan）和傑夫·高布倫。故事講述一座每年都會舉辦天文活動的虛構美國沙漠城鎮「小行星城」，在1955年遭遇外星事件延伸的風波。
電影先於第76屆坎城影展上舉行全球首映，並由焦点影业定檔2023年6月16日在美國有限上映，6月23日起全面擴大上映。

## 故事概要
故事設定在一座虛構的美國沙漠城鎮「小行星城（Asteroid City）」，西元前3007年9月23日，一顆隕石撞擊地球時墜落在當地，隨著「小行星城」正式建立，該城鎮每年都會舉辦一場天文觀察活動，以紀念隕石撞擊當地、被稱作「Asteroid Day」的日子。
時間來到1955年，來自全美各地的學生和家長們，為了學術競賽和獎學金造訪舉辦天文活動的小行星城，卻在此時發生了足以震撼全球的外星事件，導致外來訪客和鎮民全被困在這座城鎮裡，嚴重攪亂眾人的行程，與此同時城鎮的人們也因為突如其來的變化，延伸出接二連三的風波事件。

## 演員
- 傑森·薛茲曼飾演奧吉·斯坦貝克（Augie Steenbeck）
- 史嘉蕾·喬韓森飾演蜜姬·坎貝爾（Midge Campbell）
- 湯姆·漢克飾演史丹利·札克（Stanley Zak）
- 傑佛瑞·懷特飾演葛瑞夫·吉布森將軍（General Grif Gibson）
- 蒂妲·史雲頓飾演希肯盧柏博士（Dr. Hickenlooper）
- 布萊恩·克蘭斯頓飾演詩選電視節目的主持人
- 爱德华·诺顿飾演康拉德·厄普（Conrad Earp）
- 安德林·布洛迪飾演舒伯特·格林（Schubert Green）
- 李佛·薛伯飾演J·J·凯洛格（J.J. Kellogg）
- 霍普·戴維斯飾演桑迪·博登（Sandy Borden）
- 史帝夫·朴（英语：Steve Park (comedian)）飾演羅傑（Roger）
- 魯伯特·佛列德飾演蒙塔納（Montana）
- 玛雅·霍克飾演瓊·道格拉斯（June Douglas）
- 史提夫·加維飾演汽車旅館經理
- 麥特·狄倫飾演漢克（Hank）
- 周洪飾演波莉·格林（Polly Green）
- 威廉·達佛飾演薩茲堡·凱特爾（Saltzburg Keitel）
- 瑪格·羅比飾演電視演員
- 東尼·雷佛羅里飾演吉布森將軍的副官
- 傑克·雷恩（Jake Ryan）飾演伍德羅·斯坦貝克（Woodrow Steenbeck）
- 傑夫·高布倫飾演外星人（The Alien）
- 蘇菲亞·莉莉絲飾演雪莉（Shelly）
- 費舍·斯蒂文斯飾演警探
- 伊森·喬希·李（英语：Ethan Josh Lee）飾演瑞奇（Ricky）
- 葛莉絲·愛德華茲（Grace Edwards）飾演黛娜·坎貝爾（Dinah Campbell）
- 阿里斯托·米漢（Aristou Meehan）飾演克里福德（Clifford）
- 麗塔·威爾遜飾演韋瑟福德夫人（Mrs. Weatherford）
- 賈維斯·卡克飾演牛仔
- 鮑勃·巴拉班百靈鳥（Larkings）行政人員
- 塞·豪爾赫（英语：Seu Jorge）飾演牛仔

## 製作
2020年9月，據報導魏斯·安德森將編劇和執導一部愛情電影。2021年2月，麥可·塞拉和傑夫·高布倫為出演電影進行洽談。2021年6月，蒂妲·史雲頓加入演員陣容。2021年7月，比爾·莫瑞、安德林·布洛迪和湯姆·漢克加入演員陣容。2021年8月，瑪格·羅比、魯伯特·佛列德、傑森·薛茲曼、史嘉蕾·喬韓森、布萊恩·克蘭斯頓、霍普·戴維斯、傑佛瑞·懷特和李佛·薛伯加入演員陣容。2021年9月，東尼·雷佛羅里和麥特·狄倫加入演員陣容。2021年10月，莫瑞在倫敦影展透露片名定名為《小行星城》。

### 拍攝
主體拍攝於2021年8月在西班牙開始進行，約同年10月殺青。

## 外部連結
- 互联网电影数据库（IMDb）上《小行星城》的资料（英文）